# Best.Live
Best.Live è il diciottesimo album dal vivo del gruppo musicale britannico Marillion, pubblicato il 16 novembre 2011 dalla Racket Records.

## Descrizione
Contiene una selezione dei migliori brani eseguiti dal vivo dal gruppo e precedentemente pubblicati attraverso i vari album dal vivo pubblicati tra il 2003 e il 2011.
Nel giugno 2012 l'album è stato ripubblicato dalla Madfish con una nuova copertina sia nel formato doppio CD sia nel formato quadruplo LP.

## Tracce
CD 1
1. The Invisible Man – 12:59
2. You're Gone – 6:18
3. King – 7:27
4. Hotel Hobbies – 3:11
5. Warm Wet Circles – 4:11
6. That Time of the Night (The Short Straw) – 5:33
7. Essence – 6:15
8. The Release – 4:08
9. Three Minute Boy – 7:04
10. This Strange Engine – 16:53

CD 2
1. Neverland – 10:20
2. Asylum Satellite #1 – 8:59
3. This Train Is My Life – 4:56
4. Out of This World – 8:20
5. Somewhere Else – 8:04
6. Real Tears for Sale – 8:01
7. Beautiful – 4:17
8. Fantastic Place – 6:32
9. Hard as Love – 4:53
10. Man of a Thousand Faces – 9:26

## Formazione
- Steve Hogarth – voce
- Steve Rothery – chitarra
- Pete Trewavas – basso
- Mark Kelly – tastiera
- Ian Mosley – batteria